# Габріель Бассо
Луїс Габріель Бассо III (англ. Louis Gabriel Basso III; нар. 11 грудня 1994, Сент-Луїс, США) — американський актор. Найбільш відомий ролями в фільмах «Королі літа» (2013), «Супер 8» (2011) та серіалах «Невиліковне Це», «Буває й гірше». З 2023 року грає головну роль у шпигунському серіалі «Нічний агент».

## Біографія
Габріель Бассо народився в Сент-Луїсі, штат Міссурі, в родині Марсії й Луїс Дж. Бассо. Він зіграв невеликі ролі у двох фільмах на початку 2007 року, в Сент-Луїсі: «Знайомтесь, Білл», з Аароном Екгартом в головній ролі, й «Еліс догори дриґом», разом зі старшою сестрою Олександрією Бассо. Пізніше він переїхав зі своєю матір'ю і сестрами (Олександрією та Аналізою) в Лос-Анджелесі.
Бассо також виконав кілька незначних ролей на телебаченні, в тому числі у ситкомі «АйКарлі» та «Буває й гірше» й постійну роль в серіалі Showtime «Невиліковне Це», з Лорою Лінні в головній ролі.
Його роль в сімейному фільмі «Alabama Moon» (2009) на основі бестселера «Watt Key», вважається переломною у кар'єрі Бассо.
Габріель з'явився у фільмі Джей Джей Абрамса «Супер 8» (2011). Зіграв у стрічці «Королях Літа» (2013), прем'єра якої відбулась на кінофестиваль Санденс 2013 й отримала схвальні відгуки.
З 2023 року грає головну роль у шпигунському серіалі «Нічний агент».
У 2025 році виконав одну з головних ролей у політичному трилері «Дім динаміту».

## Фільмографія
| Рік  |    | Українська назва         | Оригінальна назва              | Роль              |
| ---- | -- | ------------------------ | ------------------------------ | ----------------- |
| 2007 | ф  | Знайомтесь, Білл         | Meet Bill                      |                   |
| 2007 | ф  | Еліс догори дригом       | Alice Upside Down              |                   |
| 2009 | ф  |                          | Alabama Moon                   |                   |
| 2009 | с  | Іствік                   | Eastwick                       | Еліот             |
| 2009 | с  | АйКарлі                  | ICarly                         |                   |
| 2009 | с  |                          | Ghost Town                     |                   |
| 2010 | с  | Буває й гірше            | The Middle                     | Родні             |
| 2010 | с  | Невиліковне Це           | The Big C                      | Адам              |
| 2010 | мф | Обшрекатися від переляку | Scared Shrekless               |                   |
| 2011 | с  |                          | R.L. Stine's The Haunting Hour | Тедді             |
| 2011 | ф  | Супер 8                  | Super 8                        | Мартін            |
| 2012 | с  | Сприйняття               | Perception                     | Біллі             |
| 2013 | ф  | Королі літа              | The Kings of Summer            | Патрік            |
| 2014 | ф  |                          | The Hive                       | Адам              |
| 2014 | с  |                          | The Red Road                   | Браян Роджерс     |
| 2015 | ф  |                          | Barely Lethal                  | Ґуч               |
| 2015 | ф  | Ітака                    | Ithaca                         | Тобі Джордж       |
| 2015 | ф  |                          | Anatomy of the Tide            | Кайл Вотермен     |
| 2016 | ф  |                          | American Wrestler: The Wizard  | Джиммі Петерсен   |
| 2016 | ф  |                          | The Whole Truth                | Майк Лассітер     |
| 2020 | ф  | Сільська елегія          | Hillbilly Elegy                | Джеймс Девід Венс |
| 2023 | с  | Нічний агент             | The Night Agent                | Пітер Сазерленд   |
| 2024 | ф  | Шлях відплати            | Trigger Warning                | Майк              |
| 2024 | ф  | Присяжний №2             | Juror No. 2                    | Джеймс Майкл Сайт |
| 2025 | ф  | Дім динаміту             | A House of Dynamite            |                   |